# San Javier (Medellín)

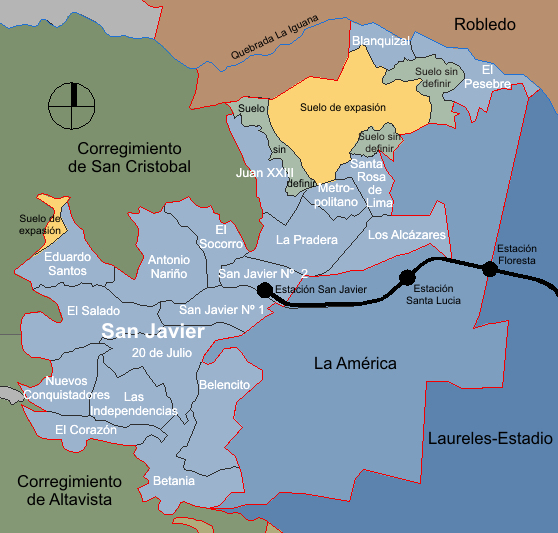
Comuna 13 San Javier

San Javier (amtliche Bezeichnung Comuna N.º 13 San Javier) ist eine der insgesamt 16 Comunas (Stadtteile) in der mit mehr als 2,5 Millionen Einwohnern zweitgrößten Stadt Kolumbiens Medellín. Über Jahre hinweg war die Comuna 13 Kriegsgebiet, in dem wechselnde Parteien um die Oberhand kämpften. Mit dem Terrorregime von Drogenkönig Pablo Escobar tobte in Medellín und ganz Kolumbien ein Bürgerkrieg zwischen Sicherheitskräften, rechten Paramilitärs und der linken Farc-Guerilla.
Die Comuna 13 zählte mit rund 43,5 Einwohnern auf 1000 m² zu dem am dichtesten besiedelten Gebiet der Stadt Medellín. Die gesamte Anzahl der Bewohner in der Comuna liegt wahrscheinlich jedoch wesentlich höher, da nicht alle Personen amtlich gemeldet sind und registriert wurden. Auf einer Fläche von rund 7 km², die sich überwiegend  an steilen Hängen befindet lebten 2017, zum größten Teil in ärmlichen Verhältnissen, 161.000  Menschen.
Noch in den 1980er Jahren litt der Stadtteil  unter dem so genannten Medellín-Kartell und war bekannt geworden für blutige und tödliche Auseinandersetzungen zwischen rivalisierenden Drogenbanden. Die Bedeutung des Medellín-Kartells war durch die starken sozialen Spannungen, großen Klassenunterschiede, Arbeitslosigkeit und auch durch den anhaltenden Bürgerkrieg und durch große Gewaltbereitschaft in der Comuna 13 mit bedingt. Medellín verzeichnete mit mehr als 380 Tötungsdelikten auf 100 000 Einwohner die angeblich höchste Mordrate weltweit. Knapp 7000 Personen wurden allein in jenem Jahr in der Stadt getötet. 2017 lag die Tötungsrate offiziell bei rund 21 Opfern auf 100 000 Einwohner. Das ist 18-mal weniger als 1991.
In Europa wurde die „Comuna n.º 13 San Javier“ bekannt durch die Presseberichte über das Medellín-Kartell und zuletzt 2011 durch die Einweihung der Riesen-Freiluftrolltreppe, die im Dezember 2011 im Stadtviertel Comuna 13 eröffnet wurde. Die Anlage mit einer gesamten Rolltreppenlänge von 348 Metern, die in sechs Abschnitte unterteilt ist überwindet einen Höhenunterschied von umgerechnet rund 28 Stockwerken.

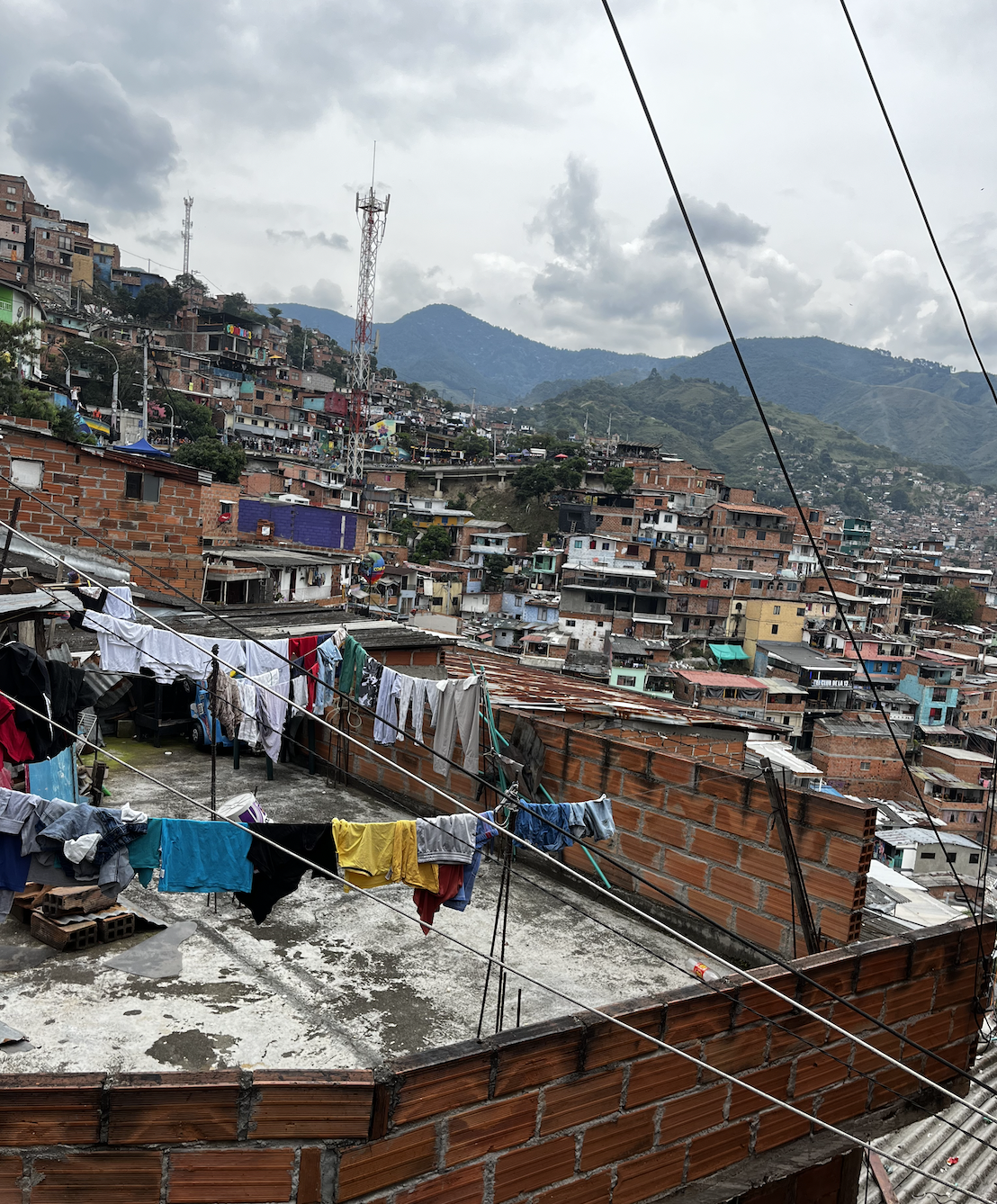
Comuna 13 (2023)